# چمتر
چمتر (به انگلیسی: Chamtar) یک شهرک در پاکستان است که در ناحیه مردان واقع شده‌است.